# フランスサッカー連盟
フランスサッカー連盟（フランスサッカーれんめい、仏: Fédération française de football, 略称: FFF、英: French Football Federation）は、フランスにおけるサッカーを統括する団体。本部はパリに置かれる。設立当初からFIFAおよびUEFAに加盟している。
全国リーグのフランス全国選手権（3部）、フランス全国選手権2（4部）、フランス全国選手権3（5部）、カップ戦のクープ・ドゥ・フランスなどを主催し、サッカーフランス代表、サッカーフランス女子代表などを組織している。

## 歴史
1894年、当時のフランスにおけるアマチュアスポーツ統括団体であったフランス・スポーツ競技社団連合 (Union des Sociétés Françaises de Sports Athlétiques USFSA）は最初のフランス選手権を開催した。選手権は当初はパリとその周辺のクラブのみで、ノックアウト方式で開催されたが、1896年には9チームによるリーグ戦となり、1899年以降には、パリリーグの勝者が他の地域・都市のリーグ勝者と対戦するという形式に拡大して開催されるようになった。
1900年、USFSAが編成したチームがパリオリンピックにフランス代表として出場した。1904年には、最初のフランス代表チームを組織し、ブリュッセルでベルギー代表と対戦し3-3と引き分けた。同じ年、USFSAのサッカー部会幹事であったロベール・ゲランは欧州8か国のサッカー団体代表とともに国際サッカー連盟（FIFA）を創設し、初代会長に就任した。
しかし、USFSAはフランスサッカーを独占して統括できてはいなかった。USFSAはプロを排除してアマチュアスポーツを統括していたためである。1896年から1907年まで、プロ団体「Fédération des Sociétés Athlétiques Professionnelles de France (FSAPF)」は、独自にプロの大会を運営していた。1905年には、カトリック教会の支援を受けシャルル・シモンとアンリ・ドロネーが率いる「Fédération Gymnastique et Sportive des Patronages de France (FGSPF)」がまた独自の大会を主催していた。さらに1906年、自転車競技団体「Fédération Cycliste et Amateur de France (FCAF)」（フランス自転車連盟の前身）もサッカー競技大会に参入してきた。1907年、FGSPFとFCAF、各地域の団体が結集し「Comité Français Interfédéral (CFI)」を結成した。CFIはUSFSAの「Coupe National」に対抗し「Trophée de France」と銘打った大会を主催した。
1907年、USFSAはアマチュアリズム原理主義のためにFIFAを脱退。FIFAにおけるフランスの代表権、またフランス代表を選抜編成する権利もCFIに移ることになった。1913年、USFSAのサッカー部会はCFIに加入し、CFIがフランスのサッカーを独占して統括する団体となった。1919年、CFIは改組して現在のフランスサッカー連盟となった。
2011年にノエル・ル・グラエが会長に就任すると、2018 FIFAワールドカップをはじめとする世代別・男女含めて合計11のタイトルを獲得。また、女子チームの発展にも努め、就任当初は9万人程度しかいなかった女子選手を20万人以上の規模にまで拡大させた。しかし、同国の象徴的な元選手であるジネディーヌ・ジダン氏への敬意を欠く発言やセクハラ・モラハラの疑惑が浮上したため2023年2月に職を退いた。